# Línea 38 (Avanza Zaragoza)

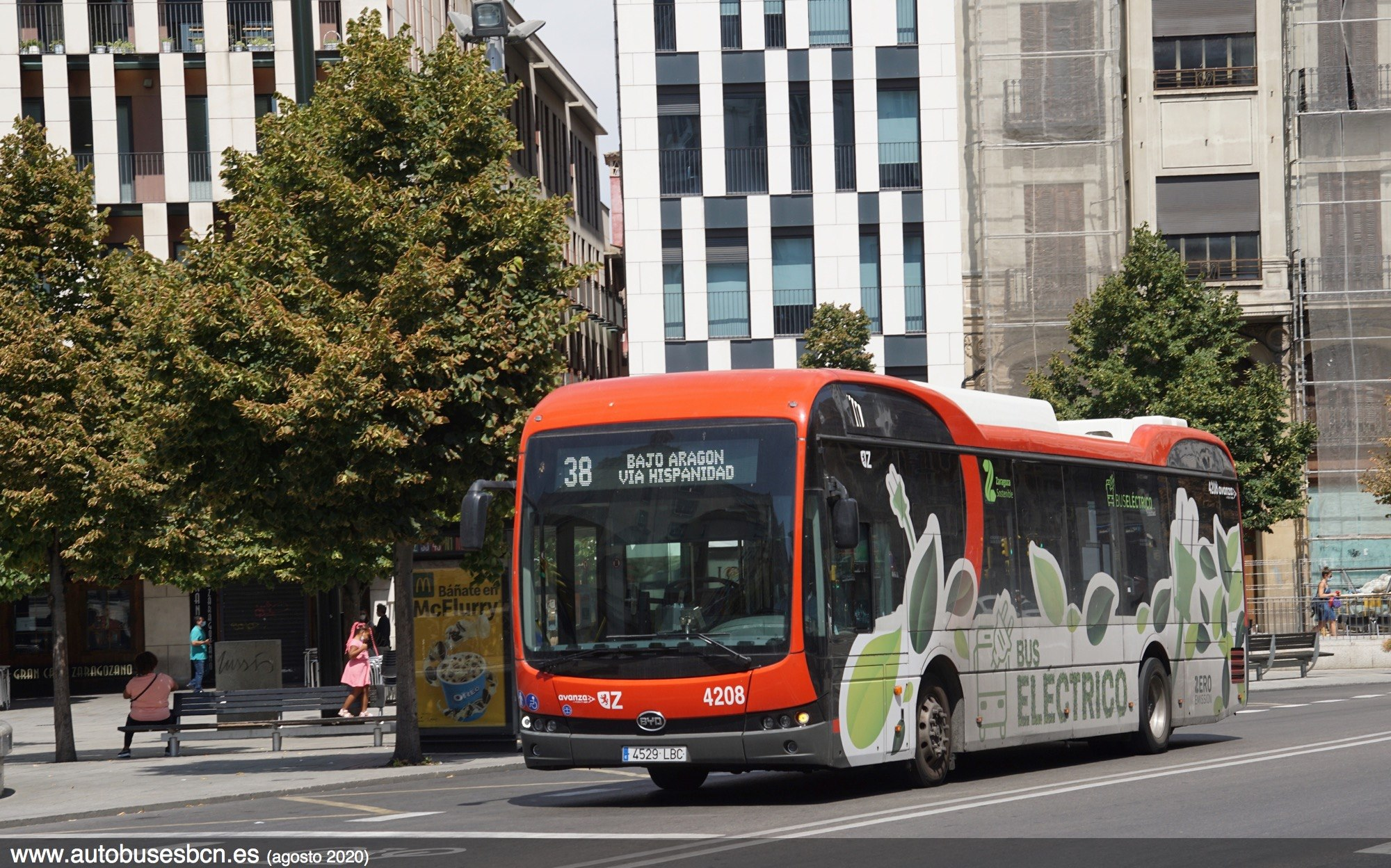
Plaza España, agosto de 2020

La línea 38 es una línea regular diurna de Avanza Zaragoza. Realiza el recorrido comprendido entre la cochera de Avanza, en el barrio del Bajo Aragón junto a la Carretera de Castellón, y el barrio de Valdefierro  en la ciudad de Zaragoza (España).En sus últimas paradas hace enlaces con la línea 25 La Cartuja- Pso. Pamplona
Tiene una frecuencia media de 7 minutos.
Se creó en el año 1975 con el recorrido 38 (Bajo Aragón - Ciudad Jardín). Venía a sustituir los servicios de la línea 1 de tranvía Bajo Aragón y de la línea de trolebús Ciudad Jardín, que se suprimeron al mismo tiempo.

## Recorrido

### Sentido Valdefierro
Cocheras Avanza Zaragoza, Miguel Servet, Cesáreo Alierta, Miguel Servet, Plaza San Miguel, Paseo Independencia, Paseo Pamplona, Hernán Cortés, Paseo Teruel, Avenida Valencia, San Juan Bosco, Vía Univérsitas, Duquesa Villahermosa, Vía Hispanidad, Nuestra Señora de los Ángeles, Ciudad Escolar Pignatelli, Biel, Hortensia, Francisca Millán Serrano, Aldebarán, Las Pléyades a Tulipán  

### Sentido Bajo Aragón
Tulipán, Vía Láctea, Miguel Ángel Blanco, Avenida Valdefierro, Dalia, Jarque de Moncayo, Nuestra Señora de los Ángeles a Duquesa Villahermosa, Don Pedro de Luna, San Juan Bosco, Avenida Valencia, Fueros de Aragón, Carmen, Hernán Cortés, Paseo Pamplona, Paseo Independencia, Plaza San Miguel, Miguel Servet, Cocheras Avanza Zaragoza.